# 셰일 오일

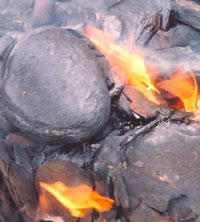
오일 셰일

셰일 오일(shale oil) 또는 셰일유(shale油)는 오일 셰일이라 불리는 암석에서 채취한 액체 탄화수소가 생성되는 곳에서 나온 케로신을 함유하고 있는 물질이다. 케로젠유(kerogen oil) 또는 유혈암유(oil-shale oil, 油頁巖油), 혈암유(頁巖油) 등으로도 불린다.
셰일 오일은 전통적인 원유를 대체할 수는 있으나, 오일 셰일로부터 셰일 오일을 추출하는 일은 재정적인 면으로 보나 환경에 미치는 영향적으로 보나 원유 생산에 드는 비용보다 더 비싸다.
오일 셰일 퇴적물들은 미국의 주요 퇴적 지대를 포함하여 전 세계적으로 분포하여 있다.
셰일 오일 매장량은 러시아 1위, 미국 2위, 중화인민공화국 3위이다.

## 역사
오일 셰일은 인간이 사용한 최초의 미네랄 오일 공급원 중 하나였다. 10세기에 아랍 의사 Masawaih al-Mardini(Mesue the Younger)가 처음으로 "일종의 역청 셰일"에서 오일을 추출하는 방법을 설명했다. 또한 14세기 초 스위스와 오스트리아에서도 사용된 것으로 보고되었다. 1596년에 뷔르템베르크 공작 프리드리히 1세의 주치의는 이 식물의 치유력에 대해 기록했다. 셰일 오일은 18세기 초 이탈리아 모데나의 거리를 밝히는 데 사용되었다. 영국 왕실은 1694년에 "일종의 돌에서 다량의 피치, 타르 및 기름을 추출하고 만드는 방법을 발견한" 세 사람에게 특허를 부여했다. 나중에 Betton's로 판매되었다. 브리티시 오일(British Oil)은 증류된 제품으로 "고통을 겪고 있는 다양한 사람들이 시도하여 많은 이점을 얻었다." 현대 셰일 오일 추출 산업은 1830년대 프랑스와 1840년대 스코틀랜드에서 설립되었다. 오일은 연료, 윤활유 및 등유로 사용되었다. 산업 혁명은 조명에 대한 추가 수요를 창출했다. 그것은 점점 더 부족해지고 값비싼 고래 기름을 대체하는 역할을 했다.
19세기 후반에는 호주, 브라질, 미국에 셰일 오일 추출 공장이 건설되었다. 20세기 초 중국, 에스토니아, 뉴질랜드, 남아프리카공화국, 스페인, 스웨덴, 스위스에서는 셰일오일을 생산했다. 20세기 중반에 중동에서 원유가 발견되면서 이러한 산업 대부분이 중단되었지만, 에스토니아와 중국 북동부는 21세기 초까지 추출 산업을 유지했다. 21세기 초 석유 가격 상승에 대응하여 미국, 중국, 호주 및 요르단에서 추출 작업이 시작, 탐사 또는 갱신되었다.

## 매장량
인류의 기술이 진화하면서 석유를 위협할 셰일 에너지도 새로 발견됐다. 석유 가격의 10분의 1 수준으로 싼 셰일 에너지는 얼마나 묻혀 있는지 모를 정도로 많다.
세계 유혈암 매장량은 3조 3000억배럴로 추정되며 그 중 70%가 미국에 있다. 2007년, 로열 더치 쉘은 배럴당 대략 35달러로 유혈암의 원유를 추출하는 기술을 개발했다고 발표했다.
셰일가스는 유혈암에 고온을 가해 얻는 천연가스로 매장량이 풍부해 차세대 에너지원으로 주목받고 있다. 지질학자들은 불가리아의 셰일가스 매장량이 3000억~1조㎥에 달할 것으로 추정하고 있다. 이는 불가리아에서 300년 이상 사용할 수 있는 어마어마한 양이다. 러시아를 제외한 유럽의 셰일가스 매장량은 18조t에 이르는 것으로 추정되며 오스트리아와 독일, 헝가리와 아일랜드, 폴란드 등 유럽 전역에서 탐사 작업이 활발하게 펼쳐지고 있다. 불가리아 정부는 “셰브런이 셰일 가스 탐사에 성공할 경우 본격적인 생산은 10~15년 안에 이뤄질 것”이라고 밝혔다.

## 같이 보기
- 오일 셰일 (유혈암)
- 바카 무에르타 유전